# Шоптыкуль
Шоптыкуль (каз. Шөптікөл) — село в Теректинском районе Западно-Казахстанской области Казахстана. Входит в состав Тонкерисского сельского округа. Находится примерно в 28 км к востоку от районного центра, села Фёдоровка. Код КАТО — 276263400.

## Население
В 1999 году население села составляло 532 человека (271 мужчина и 261 женщина). По данным переписи 2009 года, в селе проживали 342 человека (177 мужчин и 165 женщин).